# Жан-Баптист, Эндрю
Эндрю Андерсон Жан-Баптист (фр. и англ. Andrew Anderson Jean-Baptiste; 16 июня 1992, Бруклин, Нью-Йорк) — гаитянский футболист американского происхождения, защитник клуба «Валор». Выступал за сборную Гаити.

## Клубная карьера
Во время обучения в Коннектикутском университете Эндрю выступал за футбольную команду учебного заведения. Также он в 2010 году играл за молодёжную команду «Нью-Йорк Ред Буллз».
На Супердрафте MLS 2012 Жан-Баптист был выбран в первом раунде под восьмым номером клубом «Портленд Тимберс». Его профессиональный дебют состоялся 12 марта в матче стартового тура сезона 2012 против «Филадельфии Юнион», в котором он также забил свой первый гол в карьере.
Летом того же года он на правах аренды перешёл в команду USL PRO «Лос-Анджелес Блюз».
12 декабря 2013 года «Портленд Тимберс» обменял Жан-Баптиста на Хорхе Вильяфанью в «Чивас США». 5 апреля 2014 года в дерби против «Лос-Анджелес Гэлакси» Эндрю дебютировал за «Чивас». Сыграв 10 матчей он получил травму, которая оставила его вне игры на два месяца. После завершения сезона 2014 клуб «Чивас США» был расформирован.
27 января 2015 года Жан-Баптист подписал контракт с «Нью-Йорк Ред Буллз». 3 апреля он был заявлен в фарм-клуб «Нью-Йорк Ред Буллз II». За первую команду «красных быков» он дебютировал 16 июня в матче Кубка США против «Атланты Силвербэкс». 26 июня 2015 года «Нью-Йорк Ред Буллз» отчислил Жан-Баптиста, и сезон 2015/16 он провёл, играя за испанский клуб «Эстрелья Сан-Агустин» в любительской Примере Андалусии (5-й уровень лиг).
11 августа 2016 года Эндрю подписал контракт со шведским «Нючёпингом». 28 августа в матче против «Форварда» он дебютировал в Первой лиге Швеции. 9 октября в поединке против «Лулео» Жан-Баптист забил свой первый гол за «Нючёпинг».
В 2018 году Жан-Баптист выступал во втором дивизионе Малайзии за клуб «Тренгану II».
В феврале 2019 года Жан-Баптист вернулся в Швецию, подписав контракт с клубом третьего дивизиона «Умео».
14 января 2020 года Жан-Баптист подписал контракт с клубом Канадской премьер-лиги «Валор».

## Международная карьера
У Эндрю гаитянские корни, поэтому он в принял решение выступать за сборную Гаити, несмотря на то, что играл за юношескую сборную США до 18 лет.
В 2015 году в составе гаитянской сборной Жан-Баптист принял участие в розыгрыше Золотого кубка КОНКАКАФ. На турнире он был запасным и на поле не вышел.
10 октября того же года в товарищеском матче против сборной Сальвадора Жан-Баптист дебютировал за сборную Гаити.
6 января 2017 года в отборочном матче Золотого кубка КОНКАКАФ против сборной Суринама он забил свой первый гол за национальную команду.
Жан-Баптист был включён в состав сборной Гаити на Золотой кубок КОНКАКАФ 2019.

### Голы за сборную Гаити
| №   | Дата          | Место                                | Противник         | Счёт | Результат | Соревнование                               |
| --- | ------------- | ------------------------------------ | ----------------- | ---- | --------- | ------------------------------------------ |
| 01. | 6 января 2017 | Ато Болдон, Коува, Тринидад и Тобаго | Суринам           | 2:0  | 4:2       | Золотой кубок КОНКАКАФ 2017 (квалификация) |
| 02. | 8 января 2017 | Ато Болдон, Коува, Тринидад и Тобаго | Тринидад и Тобаго | 4:3  | 4:3       | Золотой кубок КОНКАКАФ 2017 (квалификация) |